# Alchemilla gracilina
Alchemilla gracilina é uma espécie de rosácea do gênero Alchemilla, pertencente à família Rosaceae.